# 波斯人信札

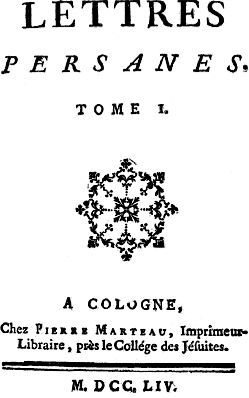
1754年版《波斯人信札》的首页

《波斯人信札》（法語：Lettres persanes），也被翻译成《波斯人通信集》、《波斯書簡》，是孟德斯鸠的著作，以多名波斯人通信的格式写成。全书共有161封信，时间跨度为从1711年到1720年的九年。该书首先于1721年匿名发表，以局外人的视角探讨了法国生活的不开化。该书是启蒙运动的产物，质疑了教会的权威，而世俗国家则在兴起。
《波斯人信札》是孟德斯鸠的唯一的小说，由一位波斯贵族青年鬱斯貝克和黎加遊歷法国旅游期间，不斷寫信給朋友，或傳授心得，或交代僕人阉奴事項。第一封信是鬱斯貝克寄友人呂斯當，以證明他旅行的目的在於求知，後來的每封信寄出的對象都有所不同，目的也不盡相同，有時內容常流於淫慾。同時孟德斯鸠又以鬱斯貝克對其妻妾的殘害，批判了當時波斯的風俗。
孟德斯鸠因《波斯人信札》的出版而进入巴黎的上流社会，成为巴黎沙龙的常客，三十八岁时，入选法兰西学院院士。

## 漢譯本
1915年林纾與王庆骥合譯有《魚雁抉微》，即孟德斯鳩的《波斯人信札》，譯序中稱此書是“幻為與書之體”，又說“孟氏者，孤愤人也。”。此譯本是林紓晚期作品，连载于1916年商务印书馆出版的《东方杂志》第十二卷第九号（1915年9月）至第十四卷第八号（1917年8月），一共连载17次，全譯161封信。錢鍾書挖苦《魚雁抉微》“經過林紓六十歲後沒精打采的翻譯，它們竟像《魚雁抉微》裏嘲笑的神學著作，彷彿能和安眠藥比赛功效。”罗大冈亦译有《波斯人信札》。